# 강계역
강계역(江界驛)은 자강도 강계시에 있는 철도역이다. 강계역을 기점으로 랑림산맥의 랑림역까지 가는 강계선이 본 역에서 분기된다.